# Send Away the Tigers
Send Away the Tigers é o oitavo álbum de estúdio da banda galesa de rock Manic Street Preachers, lançado pela Columbia Records em maio de 2007. Diferentemente dos dois projetos inéditos anteriores, a obra recebeu críticas favoráveis, dando início a uma fase bem-sucedida de lançamentos do grupo.
O álbum transita entre o hard rock e o glam rock. A participação de Nina Persson no single "Your Love Alone Is Not Enough" foi um dos destaques da obra. Para divulgação, outras três faixas também foram lançadas individualmente. O baixista Nicky Wire afirmou que o disco "nos fez amar música novamente".
Em seu lançamento, a obra quase chegou ao primeiro lugar das paradas do Reino Unido, apenas 690 cópias atrás do primeiro lugar, o Arctic Monkeys.

## Faixas
Todas as letras escritas por Nicky Wire, todas as músicas compostas por James Dean Bradfield e Sean Moore.
| N.º | Título                                                                      | Duração |  |
| 1.  | "Send Away the Tigers"                                                      | 3:36    |  |
| 2.  | "Underdogs"                                                                 | 2:49    |  |
| 3.  | "Your Love Alone Is Not Enough" (part. Nina Persson)                        | 3:55    |  |
| 4.  | "Indian Summer"                                                             | 3:54    |  |
| 5.  | "The Second Great Depression"                                               | 4:09    |  |
| 6.  | "Rendition"                                                                 | 2:59    |  |
| 7.  | "Autumnsong"                                                                | 3:40    |  |
| 8.  | "I'm Just a Patsy"                                                          | 3:11    |  |
| 9.  | "Imperial Bodybags"                                                         | 3:30    |  |
| 10. | "Winterlovers" (incluindo faixa oculta "Working Class Hero" de John Lennon) | 6:10    |  |

## Ficha técnica
- James Dean Bradfield - vocais, guitarras
- Sean Moore - bateria, percussão
- Nicky Wire - baixo, vocais